# Euthrix diversifasciata
Euthrix diversifasciata is een vlinder uit de familie van de spinners (Lasiocampidae). De wetenschappelijke naam van de soort is voor het eerst geldig gepubliceerd in 1932 door Gaede.